# Veicolo elettrico ibrido plug-in

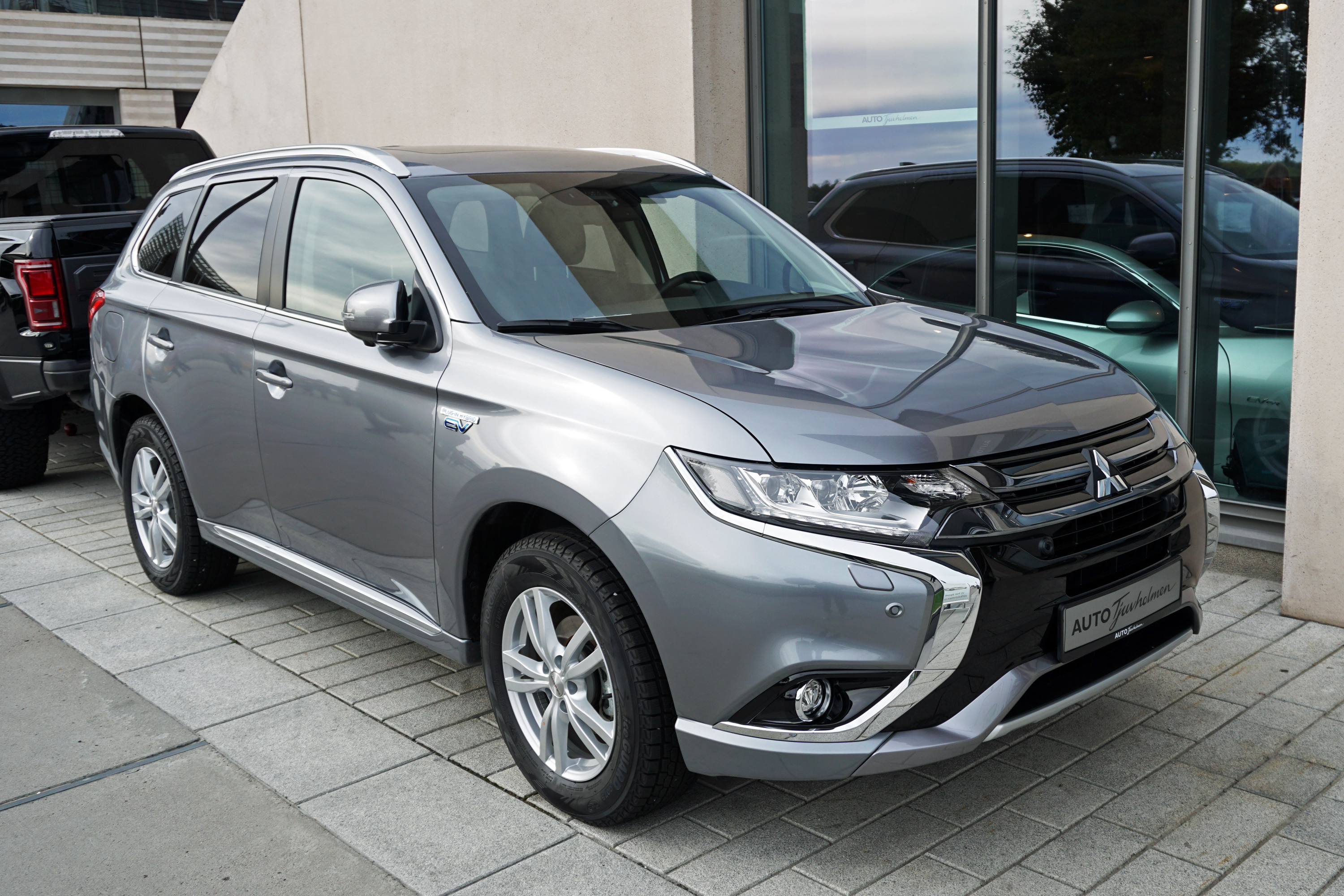
La Mitsubishi Outlander PHEV

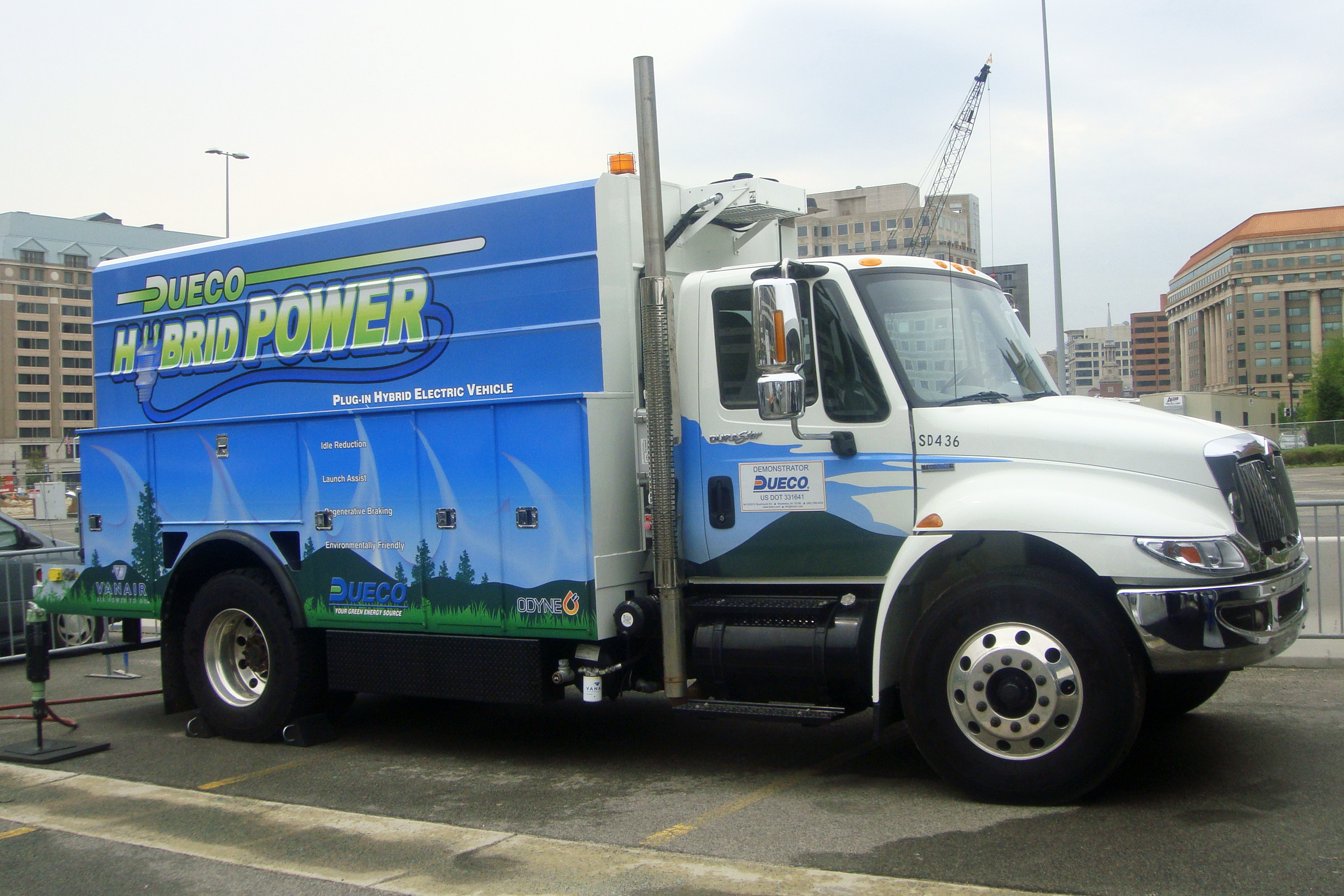
Camion DUECO con sistema ibrido Odyne (PHEV)

Il veicolo elettrico ibrido plug-in (in sigla PHEV ovvero Plug-in Hybrid Electric Vehicle) è un tipo di veicolo ibrido le cui batterie possono essere ricaricate collegandole a una fonte esterna di energia elettrica, anche senza l'ausilio del relativo motore a combustione interna.
I veicoli PHEV oltre ad essere disponibili come autovetture, esistono anche nelle versioni di veicoli commerciali e furgoni, autocarri, autobus, treni, motociclette, scooter e veicoli militari.

## Caratteristiche
Tali veicoli condividono le caratteristiche delle soluzioni elettriche ibride tradizionali (HEV, Hybrid Electric Vehicles). I veicoli PHEV possono essere della tipologia di trasmissione in serie e parallela, differendo dagli HEV per la presenza del caricabatterie che, attraverso l'ausilio del BMS (Battery Management System), provvede alla corretta ricarica della batteria.
In sintesi: mentre un semplice veicolo elettrico ibrido carica la batteria solo dal suo motore a combustione interna, un ibrido plug-in può ottenere da fonti esterne l'energia necessaria alla ricarica.

## Diffusione e inquinamento
Al 2016 la diffusione di questo tipo di veicoli registra un certo interesse nel mercato europeo.
L'eventuale riduzione delle emissioni inquinanti rispetto alla propulsione termica dipende, come nel caso dei veicoli elettrici puri, da come è stata generata l'energia elettrica utilizzata per la ricarica, se per mezzo di fonti fossili o attraverso energie rinnovabili.

## Scandalo su consumi e inquinanti
Nel 2020 l'ente di ricerca tedesco "Fraunhofer Institute for Systems and Innovation Research ISI", ha evidenziato una discrepanza marcata tra i consumi dichiarati e quelli reali dei veicoli ibrido plug-in e di conseguenza anche degli inquinanti generati, l'entità di tale rilevazione non ha lo stesso impatto del dieselgate sia per rapporto che per dichiarazioni che metodologie, in quanto in tal caso la discrepanza è data dall'inefficacia dei sistemi di omologazione, non per via di soluzioni studiate per superare i test.
Lo studio si basa su oltre 100 000 veicoli PHEV di privati e aziende, in azione in Nord America, Cina, Germania, Norvegia e Paesi Bassi, evidenziando un consumo effettivo e gas clima-alteranti di 2/4 volte superiore al dichiarato e riscontrati coi cicli NEDC o WLTP, risultando di fatto meno virtuose rispetto alle apparenze.
Fattori che possono aver contribuito a tale risultato sono la diversa uniformità d'utilizzo della modalità elettrica, distanza media percorsa in elettrico, temperatura ambientale (molto impattante sui consumi), livello di carica della batteria (maggiormente impattante con bassi livelli di carica), stile di guida.